# The 69 Eyes

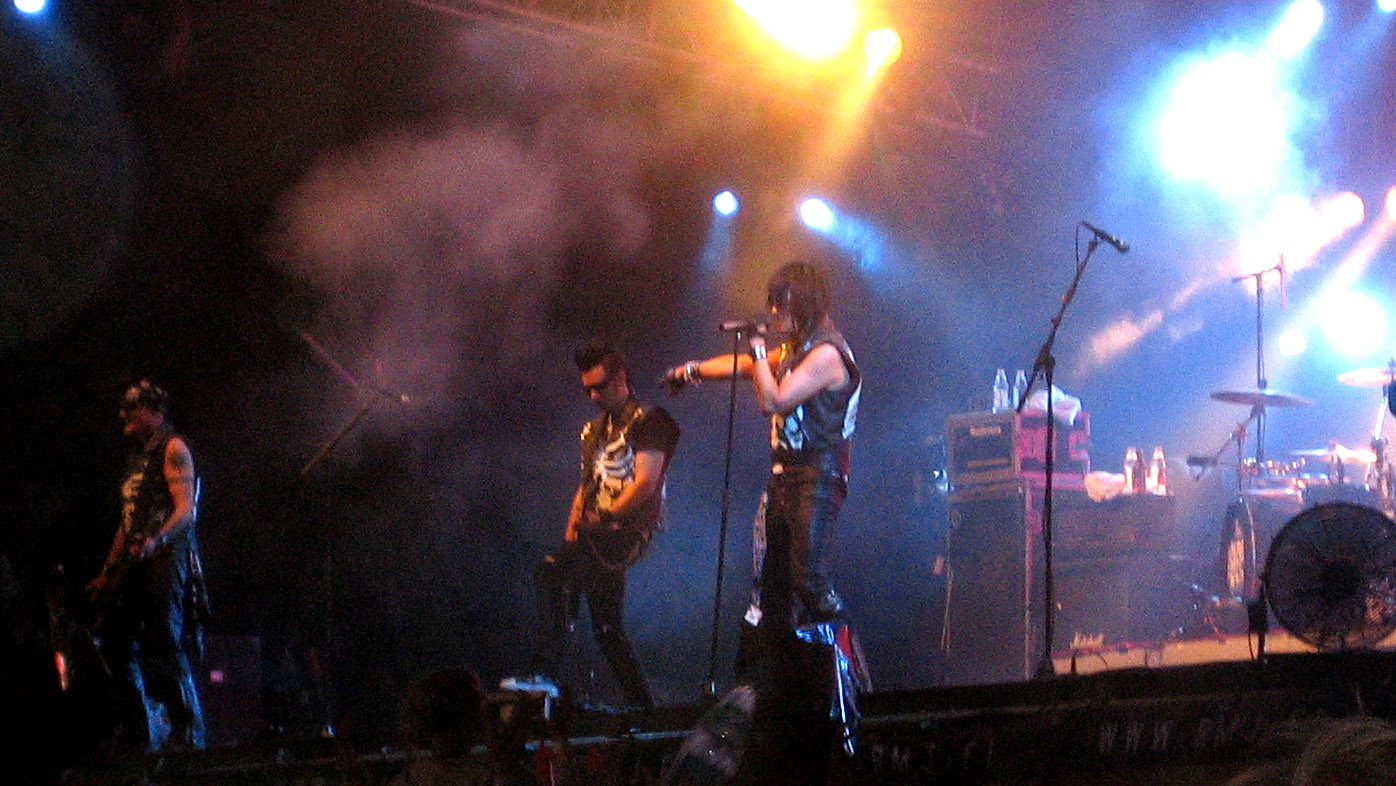
The 69 Eyes, Finnország, 2006

A The 69 Eyes finn rockegyüttes 1989 szeptemberében alakult Helsinkiben. Tagjai: Jyrki 69 (ének), Timo-Timo (gitár), Bazie (gitár), Jussi 69 (dob) és Archzie (basszusgitár).
Eredetileg a zenekar az ún. garage rock stílusban alkotott, magát pedig garage glam metál-együttesnek titulálták – a sajtó pedig eleinte még a "Helsinki sleaze" megjelöléssel is illette őket. Az 1990-es évek elején a csapatra egyre jobban hatottak a gothic rock, a horror punk és a glam metal elnevezésű stílusirányzatok. Ezzel a zenei irányváltással az együttes népszerűsége nemzetközi szinten is megnőtt.

## Történet
A zenekar 1990-ben adta ki első kislemezét Sugarman címmel. Ez a dal szerepelt az együttes 1992-ben kiadott első albumán is, ami csak Finnországban jelent meg, és a Bump 'n' Grind címet kapta. Ezt 1995-ben egy szintén csak Finnországban megjelent album, a Savage Garden, majd 1997-ben a Wrap Your Troubles in Dreams elnevezésű lemez követte.
1999-ben felvett albumuk, a Wasting the Dawn már nemzetközileg is megjelent a Roadrunner Records gondozásában. A lemez slágere, a Wasting the Dawn című The Doors-feldolgozás Jim Morrisonnak állít emléket.
2000 tavaszán a csapat kiadta Gothic Girl című kislemezét, amelynek címadó dala hónapokon keresztül a Finn Állami Rádió játszási listájának Top 10-ében szerepelt. Az együttes ezért a kislemezért kapott először aranylemezt. Miután felvették ötödik albumukat, a Blessed Be-t, a zenekar elindult első kisebb turnéjára a Wasting the Dawnnal, amely turné keretében felléptek a németországi M'era Luna Festivalon. Előzenekarnak egy norvég elektro-goth csapatot, a Zeromancert választották.
A 2000 szeptemberében kiadott Blessed Be a finn albumlistán a negyedik helyig repítette az együttest, és több, mint egy hónapon keresztül a legjobb 10 lemez között maradt.
Az albumról később még három kislemezt másoltak ki, ezek címei: Brandon Lee, The Chair és Stolen Season.
2002-ben vették fel a Paris Kills címre keresztelt lemezt, ami eddigi legmeghatározóbb anyaguk lett. Heteken keresztül vezette a finn albumlistát és 2002 júniusában aranylemez-státust ért el. Németországban a megjelenés hetében 35. helyezett lett a legkelendőbb lemezek listáján. A csapat ezt követően egész Európát és Finnországot érintő turnéra indult; ennek lezárásaként telt házas koncertet adtak a Helsinki Tavastia-klubban, amit aztán 2002 novemberében DVD-n is kiadtak "Helsinki Vampires" címmel.
2003 végén a The 69 Eyes leszerződött az EMI Finland – kiadóhoz.
2004-ben látott napvilágot hetedik nagylemezük, a Devils, amellyel az Egyesült Királyságban is turnéztak a Wednesday 13 kíséretében. Finnországban ez az album is aranylemez lett egy hónapon belül.
Az említett lemez volt az első, a Virgin/EMI gigavállalat által gondozott kiadványuk. 2005 októberére ez az album immár az USA-ban is bearanyozódott.
2005-re a The 69 Eyes már majdnem száz koncertet adott a világ 15 országában, Mexikótól Japánig. A Devils című lemez Amerikában a 456 Entertainment kiadón keresztül jelent meg, a csapat pedig Hollywoodban és Philadelphiában vette fel eddigi legnagyobb slágerük, a The Lost Boys videóklipjét, amit a zenekar tagjainak barátja és az MTV zenecsatorna sztárja, Bam Margera rendezett.
2006 márciusában a The 69 Eyes először indult turnézni az Egyesült Államokba a The Dead & Damone névre keresztelt műsorral.
Új lemezüket, az Angelst, 2007 márciusában vették fel, nem sokkal a Cradle of Filth-szel és a Three Inches Of Blood-dal közös turné után. Az album 2007. június 25-én jelent meg az Egyesült Királyságban, amiről eddig két kislemezt másoltak ki: az első a Perfect Skin, a második a Never Say Die címet kapta.
2007 nyarán a csapat újra USA-turnéra indul a Wednesday 13, a Night Kills The Day és a Fair ZO Midland társaságában.

## Érdekességek
- A finn Apocalyptica csellónégyes vendégszerepelt az Angels album Ghost című számában.
- A The 69 Eyes Never Say Die című dala a Bam’s Unholy Union-show betétdala.

## Diszkográfia
Albumok
- Bump 'n' Grind (1992)
- Motor City Resurrection (1994)
- Savage Garden (1995)
- Wrap Your Troubles in Dreams (1997)
- Wasting the Dawn (1999)
- Blessed Be (2000)
- Paris Kills (2002)
- Framed in Blood – The Very Blessed of the 69 Eyes (2003)
- Devils (2004)
- Angels (2007)
- Hollywood Kills (2008)
- Back In Blood (2009)
- X (2012)
- Universal Monsters  (2016)
- West End  (2019)

Kislemezek
- Music for Tattooed Ladies & Motorcycle Mamas Vol. 1 (1993)
- Velvet Touch (1995)
- Call Me (1997)
- Wasting the Dawn (1999)
- Gothic Girl (2000)
- Brandon Lee (2001)
- The Chair (2001)
- Stolen Season (2001)
- Dance D'amour (2001)
- Betty Blue (2002)
- Crashing High (2003)
- Lost Boys (2004)
- Devils (2004)
- Feel Berlin (2004)
- Sister of Charity (2005)
- Perfect Skin (2007)
- Never say die (2007)
- Rocker (2007)
- Ghost (2007)
- Dead Girls Are Easy (2009)
- Dead N' Gone (2009)
- Kiss Me Undead (2010)
- Red (2012)
- Bordeline (2012)
- Love Runs Away/Tonight (2012)
- Rosary Blue (feat. Kat Von D) (2013)
- Lost Without Love (2013)
- Jet Fighter Plane (2016)
- Dolce Vita (2016)
- Jerusalem (2016)
- Christmas in New York City (2017)
- 27 & Done (2019)
- Cheyenna (2019)
- Black Orchid (2019)
- Two Horns Up (2019)
- Drive (2022)

## Videográfia
- Helsinki Vampires (2003)

## Tagok
- Jyrki 69 – ének
- Timo-Timo – gitár
- Bazie – gitár
- Jussi 69 – dob
- Archzie – basszusgitár

## Külső hivatkozások
- Hivatalos honlap
- Hivatalos 69 Eyes MySpace-oldal
- The 69 Eyes Hivatalos angol honlap
- The 69 Eyes Ausztrál rajongói oldal és fórum